# Andrija Živković
Andrija Živković (Андрија Живковић; Niš, 11 luglio 1996) è un calciatore serbo, centrocampista del PAOK e della nazionale serba.

## Caratteristiche tecniche
Gioca nella posizione di ala destra, pur ricoprende anche le posizioni di ala sinistra e trequartista, in attacco usa uno stile di gioco versatile, dal posizionamento all'abilità di tagliare in area di rigore, oltre al fatto che vanta una buona potenza di tiro. Il suo piede forte è il sinistro, sa calciare la palla con precisione, tanto che riesce a segnare anche tirando da fuori area, talvolta persino tramite i calci di punizione, e anche su penalty, servendo bene i passaggi il suo gioco è inoltre efficace pure nelle rifiniture.

## Carriera

### Club

#### Partizan e Benfica
Ha esordito con la prima squadra del Partizan nella stagione 2012-2013, giocando una partita di campionato. È nella stagione 2013-2014 che inizia a segnare dei gol, il primo battendo per 5-1 il FK Radnički, è autore di un'altre rete sconfiggendo per 3-1 il Rad Belgrado, un altro gol lo segna nella vittoria per 2-1 contro lo Sloboda Užice, inoltre segna la rete del 2-0 bettendo l'OFK Belgrado. Nella stagione 2015-2016 detiene il proprio record personale con sette reti in campionato: segna un gol contro l'OFK Belgrado, il Voždovac e il Borac Čačak vincendo tutti i match per 2-1, riesce a segnare una rere contro il Metalac vincendo per 4-0, anche contro il FK Jagodina riesce a segnare un gol con una schiacciante vittoria per 6-0, è autore di un altro gol nella partita vinta contro il Javor Matis inoltre con la sua rete la squadra batte per 1-0 lo Spartak Zlatibor. Nel febbraio 2016 viene messo fuori squadra per aver rifiutato il rinnovo del contratto in scadenza a giugno 2016.
Terminato il contratto con la squadra serba, nel luglio 2016 si trasferisce al Benfica a parametro zero. Vince la Coppa del Portogallo dove segna il suo primo gol per il Benfica nel pareggio per 3-3 contro l'Estoril, nel periodo in cui ha giocato per la squadra ha vinto per ben due volte l'edizione del campionato portoghese. Il suo ultimo gol per il Benfica lo segna il 3 marzo 2018 con la rete del 5-0 battendo il Marítimo. Il 26 agosto 2020 annuncia la conclusione della sua avventura con la squadra portoghese tramite rescissione consensuale del contratto.

#### PAOK
Il 9 agosto 2020 si trasferisce da svincolato al PAOK. Durante le qualificazioni dell'Europa League segna un gol sconfiggendo per 2-1 il Benfica, ottenuta la qualificazione segna una doppietta battendo per 4-1 il PSV. Vince la Kypello Ellados, nella semifinale segna il gol del 2-1 vincendo contro l'AEK Atene, con lo stesso risultato si conclude la partita vinta contro l'Olympiakos in finale, l'ultimo gol vincente lo segna Michal Krmenčík su assist di Živković. Durante la Conference League segna una rete sconfiggendo il Copenhagen per 2-1, un altro gol lo segna al Lincoln Red Imps vincendo per 2-0.

### Nazionale
Ha esordito in nazionale maggiore l'11 ottobre 2013 nell'amichevole vinta per 2-0 contro il Giappone, entrando nel secondo tempo al posto di Zoran Tošić. Nel 2015 partecipa ai Mondiali Under-20, segna su punizione il gol del 2-0 sconfiggendo il Messico, nei quarti di finale contro gli Stati Uniti la partita finisce a reti inviolate e la Serbia vince ai calci di rigore per 6-5 e Živković è tra i calciatori che segna dal dischetto, un'altra rete la realizza battendo per 2-1 il Mali in semifinale, infine la Serbia vince il mondiale giovanile grazie a Živković che nella finale contro il Brasile fornisce al suo compagno Nemanja Maksimović l'assist con cui quest'ultimo segna il gol del 2-1.

## Statistiche

### Presenze nei club
Statistiche aggiornate al 7 novembre 2024.
| Stagione        | Squadra         | Campionato      | Campionato | Campionato | Coppe nazionali | Coppe nazionali | Coppe nazionali | Coppe continentali | Coppe continentali | Coppe continentali | Altre coppe | Altre coppe | Altre coppe | Totale | Totale | Totale |
| Stagione        | Squadra         | Comp            | Pres       | Reti       | Comp            | Pres            | Reti            | Comp               | Pres               | Reti               | Comp        | Pres        | Reti        | Pres   | Reti   |        |
| --------------- | --------------- | --------------- | ---------- | ---------- | --------------- | --------------- | --------------- | ------------------ | ------------------ | ------------------ | ----------- | ----------- | ----------- | ------ | ------ | ------ |
| 2012-2013       | Partizan        | SL              | 1          | 0          | KS              | 0               | 0               | UCL+UEL            | 0                  | 0                  | -           | -           | -           | 1      | 0      |        |
| 2013-2014       | Partizan        | SL              | 23         | 5          | KS              | 1               | 0               | UCL+UEL            | 0+1                | 0                  | -           | -           | -           | 25     | 5      |        |
| 2014-2015       | Partizan        | SL              | 24         | 5          | KS              | 6               | 2               | UCL+UEL            | 3+7                | 0                  | -           | -           | -           | 40     | 7      |        |
| 2015-2016       | Partizan        | SL              | 15         | 7          | KS              | 1               | 0               | UCL+UEL            | 6+5                | 1+4                | -           | -           | -           | 27     | 12     |        |
| Totale Partizan | Totale Partizan | Totale Partizan | 63         | 17         |                 | 8               | 2               |                    | 22                 | 5                  |             | -           | -           | 93     | 24     |        |
| 2016-2017       | Benfica         | PL              | 15         | 0          | CP+CdL          | 5+3             | 1+0             | UCL                | 1                  | 0                  | SP          | 0           | 0           | 24     | 1      |        |
| 2017-2018       | Benfica         | PL              | 21         | 3          | CP+CdL          | 1+3             | 0               | UCL                | 5                  | 0                  | SP          | 0           | 0           | 30     | 3      |        |
| 2018-2019       | Benfica         | PL              | 16         | 0          | CP+CdL          | 4+2             | 0               | UCL+UEL            | 5+3                | 0                  | -           | -           | -           | 30     | 0      |        |
| 2019-2020       | Benfica         | PL              | 3          | 0          | CP+CdL          | 0+1             | 0               | UCL                | 0                  | 0                  |             | -           | -           | 4      | 0      |        |
| Totale Benfica  | Totale Benfica  | Totale Benfica  | 55         | 3          |                 | 19              | 1               |                    | 14                 | 0                  |             | 0           | 0           | 88     | 4      |        |
| 2020-2021       | PAOK            | SL              | 25+8       | 5+5        | CG              | 6               | 1               | UCL+UEL            | 3+6                | 1+2                | -           | -           | -           | 48     | 14     |        |
| 2021-2022       | PAOK            | SL              | 22+9       | 2+1        | CG              | 7               | 0               | UECL               | 14                 | 4                  | -           | -           | -           | 52     | 7      |        |
| 2022-2023       | PAOK            | SL              | 23+10      | 4+3        | CG              | 6               | 0               | UECL               | 2                  | 0                  | -           | -           | -           | 41     | 7      |        |
| 2023-2024       | PAOK            | SL              | 20+9       | 7+3        | CG              | 5               | 3               | UECL               | 15                 | 6                  | -           | -           | -           | 49     | 19     |        |
| 2024-2025       | PAOK            | SL              | 9          | 2          | CG              | 1               | 0               | UCL+UEL            | 4+6                | 1+0                | -           | -           | -           | 20     | 3      |        |
| Totale PAOK     | Totale PAOK     | Totale PAOK     | 135        | 32         |                 | 25              | 4               |                    | 50                 | 14                 |             | -           | -           | 210    | 50     |        |
| Totale carriera | Totale carriera | Totale carriera | 253        | 52         |                 | 52              | 7               |                    | 86                 | 19                 |             | 0           | 0           | 391    | 78     |        |

### Cronologia presenze e reti in nazionale
| Cronologia completa delle presenze e delle reti in nazionale ― Serbia | Cronologia completa delle presenze e delle reti in nazionale ― Serbia | Cronologia completa delle presenze e delle reti in nazionale ― Serbia | Cronologia completa delle presenze e delle reti in nazionale ― Serbia | Cronologia completa delle presenze e delle reti in nazionale ― Serbia | Cronologia completa delle presenze e delle reti in nazionale ― Serbia | Cronologia completa delle presenze e delle reti in nazionale ― Serbia | Cronologia completa delle presenze e delle reti in nazionale ― Serbia |
| Data                                                                  | Città                                                                 | In casa                                                               | Risultato                                                             | Ospiti                                                                | Competizione                                                          | Reti                                                                  | Note                                                                  |
| --------------------------------------------------------------------- | --------------------------------------------------------------------- | --------------------------------------------------------------------- | --------------------------------------------------------------------- | --------------------------------------------------------------------- | --------------------------------------------------------------------- | --------------------------------------------------------------------- | --------------------------------------------------------------------- |
| 11-10-2013                                                            | Belgrado                                                              | Serbia                                                                | 2 – 0                                                                 | Giappone                                                              | Amichevole                                                            | -                                                                     | 60’                                                                   |
| 15-11-2013                                                            | Dubai                                                                 | Russia                                                                | 1 – 1                                                                 | Serbia                                                                | Amichevole                                                            | -                                                                     | 82’                                                                   |
| 4-9-2015                                                              | Novi Sad                                                              | Serbia                                                                | 2 – 0                                                                 | Armenia                                                               | Qual. Euro 2016                                                       | -                                                                     | 59’                                                                   |
| 25-5-2016                                                             | Užice                                                                 | Serbia                                                                | 2 – 1                                                                 | Cipro                                                                 | Amichevole                                                            | -                                                                     | 46’                                                                   |
| 5-6-2016                                                              | Monaco                                                                | Serbia                                                                | 1 – 1                                                                 | Russia                                                                | Amichevole                                                            | -                                                                     | 79’                                                                   |
| 10-11-2017                                                            | Canton                                                                | Cina                                                                  | 0 – 2                                                                 | Serbia                                                                | Amichevole                                                            | -                                                                     | 60’                                                                   |
| 14-11-2017                                                            | Ulsan                                                                 | Corea del Sud                                                         | 1 – 1                                                                 | Serbia                                                                | Amichevole                                                            | -                                                                     | 81’                                                                   |
| 23-3-2018                                                             | Torino                                                                | Serbia                                                                | 1 – 2                                                                 | Marocco                                                               | Amichevole                                                            | -                                                                     | 46’                                                                   |
| 27-3-2018                                                             | Londra                                                                | Nigeria                                                               | 0 – 2                                                                 | Serbia                                                                | Amichevole                                                            | -                                                                     | 80’                                                                   |
| 4-6-2018                                                              | Graz                                                                  | Serbia                                                                | 0 – 1                                                                 | Cile                                                                  | Amichevole                                                            | -                                                                     | 64’                                                                   |
| 27-6-2018                                                             | Mosca                                                                 | Serbia                                                                | 0 – 2                                                                 | Brasile                                                               | Mondiali 2018 - 1º turno                                              | -                                                                     | 75’                                                                   |
| 7-9-2018                                                              | Vilnius                                                               | Lituania                                                              | 0 – 1                                                                 | Serbia                                                                | UEFA Nations League 2018-2019 - 1º turno                              | -                                                                     |                                                                       |
| 11-10-2018                                                            | Podgorica                                                             | Montenegro                                                            | 0 – 2                                                                 | Serbia                                                                | UEFA Nations League 2018-2019 - 1º turno                              | -                                                                     |                                                                       |
| 20-11-2018                                                            | Belgrado                                                              | Serbia                                                                | 4 – 1                                                                 | Lituania                                                              | UEFA Nations League 2018-2019 - 1º turno                              | -                                                                     |                                                                       |
| 20-3-2019                                                             | Wolfsburg                                                             | Germania                                                              | 1 – 1                                                                 | Serbia                                                                | Amichevole                                                            | -                                                                     | 79’                                                                   |
| 25-3-2019                                                             | Lisbona                                                               | Portogallo                                                            | 1 – 1                                                                 | Serbia                                                                | Qual. Euro 2020                                                       | -                                                                     | 69’                                                                   |
| 10-6-2019                                                             | Belgrado                                                              | Serbia                                                                | 4 – 1                                                                 | Lituania                                                              | Qual. Euro 2020                                                       | -                                                                     | 71’                                                                   |
| 30-3-2021                                                             | Baku                                                                  | Azerbaigian                                                           | 1 – 2                                                                 | Serbia                                                                | Qual. Mondiali 2022                                                   | -                                                                     | 64’                                                                   |
| 1-9-2021                                                              | Debrecen                                                              | Qatar                                                                 | 0 – 4                                                                 | Serbia                                                                | Amichevole                                                            | -                                                                     | 63’                                                                   |
| 11-11-2021                                                            | Belgrado                                                              | Serbia                                                                | 4 – 0                                                                 | Qatar                                                                 | Amichevole                                                            | -                                                                     | 46’                                                                   |
| 14-11-2021                                                            | Lisbona                                                               | Portogallo                                                            | 1 – 2                                                                 | Serbia                                                                | Qual. Mondiali 2022                                                   | -                                                                     | 69’                                                                   |
| 24-3-2022                                                             | Budapest                                                              | Ungheria                                                              | 0 – 1                                                                 | Serbia                                                                | Amichevole                                                            | -                                                                     | 46’                                                                   |
| 29-3-2022                                                             | Copenaghen                                                            | Danimarca                                                             | 3 – 0                                                                 | Serbia                                                                | Amichevole                                                            | -                                                                     | 46’                                                                   |
| 2-6-2022                                                              | Belgrado                                                              | Serbia                                                                | 0 – 1                                                                 | Norvegia                                                              | UEFA Nations League 2022-2023 - 1º turno                              | -                                                                     | 69’                                                                   |
| 5-6-2022                                                              | Belgrado                                                              | Serbia                                                                | 4 – 1                                                                 | Slovenia                                                              | UEFA Nations League 2022-2023 - 1º turno                              | -                                                                     |                                                                       |
| 12-6-2022                                                             | Lubiana                                                               | Slovenia                                                              | 2 – 2                                                                 | Serbia                                                                | UEFA Nations League 2022-2023 - 1º turno                              | 1                                                                     | 46’                                                                   |
| 24-9-2022                                                             | Belgrado                                                              | Serbia                                                                | 4 – 1                                                                 | Svezia                                                                | UEFA Nations League 2022-2023 - 1º turno                              | -                                                                     | 24’ 46’                                                               |
| 27-9-2022                                                             | Oslo                                                                  | Norvegia                                                              | 0 – 2                                                                 | Serbia                                                                | UEFA Nations League 2022-2023 - 1º turno                              | -                                                                     | 72’                                                                   |
| 18-11-2022                                                            | Riffa                                                                 | Bahrein                                                               | 1 – 5                                                                 | Serbia                                                                | Amichevole                                                            | -                                                                     | 46’                                                                   |
| 24-11-2022                                                            | Lusail                                                                | Brasile                                                               | 2 – 0                                                                 | Serbia                                                                | Mondiali 2022 - 1º turno                                              | -                                                                     | 57’                                                                   |
| 28-11-2022                                                            | Al Wakrah                                                             | Camerun                                                               | 3 – 3                                                                 | Serbia                                                                | Mondiali 2022 - 1º turno                                              | -                                                                     | 78’                                                                   |
| 2-12-2022                                                             | Doha                                                                  | Serbia                                                                | 2 – 3                                                                 | Svizzera                                                              | Mondiali 2022 - 1º turno                                              | -                                                                     | 78’                                                                   |
| 24-3-2023                                                             | Belgrado                                                              | Serbia                                                                | 2 – 0                                                                 | Lituania                                                              | Qual. Euro 2024                                                       | -                                                                     | 80’                                                                   |
| 27-3-2023                                                             | Podgorica                                                             | Montenegro                                                            | 0 – 2                                                                 | Serbia                                                                | Qual. Euro 2024                                                       | -                                                                     | 46’                                                                   |
| 16-6-2023                                                             | Vienna                                                                | Serbia                                                                | 3 – 2                                                                 | Giordania                                                             | Amichevole                                                            | -                                                                     | 74’                                                                   |
| 20-6-2023                                                             | Razgrad                                                               | Bulgaria                                                              | 1 – 1                                                                 | Serbia                                                                | Qual. Euro 2024                                                       | -                                                                     | 71’                                                                   |
| 7-9-2023                                                              | Belgrado                                                              | Serbia                                                                | 1 – 2                                                                 | Ungheria                                                              | Qual. Euro 2024                                                       | -                                                                     | 46’                                                                   |
| 10-9-2023                                                             | Kaunas                                                                | Lituania                                                              | 1 – 3                                                                 | Serbia                                                                | Qual. Euro 2024                                                       | -                                                                     | 38’ 71’                                                               |
| 14-10-2023                                                            | Budapest                                                              | Ungheria                                                              | 2 – 1                                                                 | Serbia                                                                | Qual. Euro 2024                                                       | -                                                                     | 75’                                                                   |
| 17-10-2023                                                            | Belgrado                                                              | Serbia                                                                | 3 – 1                                                                 | Montenegro                                                            | Qual. Euro 2024                                                       | -                                                                     | 90’                                                                   |
| 15-11-2023                                                            | Lovanio                                                               | Belgio                                                                | 1 – 0                                                                 | Serbia                                                                | Amichevole                                                            | -                                                                     | 71’                                                                   |
| 19-11-2023                                                            | Leskovac                                                              | Serbia                                                                | 2 – 2                                                                 | Bulgaria                                                              | Qual. Euro 2024                                                       | -                                                                     | 77’                                                                   |
| 21-3-2024                                                             | Mosca                                                                 | Russia                                                                | 4 – 0                                                                 | Serbia                                                                | Amichevole                                                            | -                                                                     | 46’                                                                   |
| 25-3-2024                                                             | Larnaca                                                               | Cipro                                                                 | 0 – 1                                                                 | Serbia                                                                | Amichevole                                                            | -                                                                     |                                                                       |
| 4-6-2024                                                              | Vienna                                                                | Austria                                                               | 2 – 1                                                                 | Serbia                                                                | Amichevole                                                            | -                                                                     |                                                                       |
| 8-6-2024                                                              | Solna                                                                 | Svezia                                                                | 0 – 3                                                                 | Serbia                                                                | Amichevole                                                            | -                                                                     | 71’                                                                   |
| 16-6-2024                                                             | Gelsenkirchen                                                         | Serbia                                                                | 0 – 1                                                                 | Inghilterra                                                           | Euro 2024 - 1º turno                                                  | -                                                                     | 74’                                                                   |
| 20-6-2024                                                             | Monaco di Baviera                                                     | Slovenia                                                              | 1 – 1                                                                 | Serbia                                                                | Euro 2024 - 1º turno                                                  | -                                                                     | 82’                                                                   |
| 25-6-2024                                                             | Monaco di Baviera                                                     | Danimarca                                                             | 0 – 0                                                                 | Serbia                                                                | Euro 2024 - 1º turno                                                  | -                                                                     |                                                                       |
| 5-9-2024                                                              | Belgrado                                                              | Serbia                                                                | 0 – 0                                                                 | Spagna                                                                | UEFA Nations League 2024-2025 - 1º turno                              | -                                                                     | 62’                                                                   |
| 8-9-2024                                                              | Copenaghen                                                            | Danimarca                                                             | 2 – 0                                                                 | Serbia                                                                | UEFA Nations League 2024-2025 - 1º turno                              | -                                                                     | 46’                                                                   |
| 15-11-2024                                                            | Zurigo                                                                | Svizzera                                                              | 1 – 1                                                                 | Serbia                                                                | UEFA Nations League 2024-2025 - 1º turno                              | -                                                                     | 51’ 78’                                                               |
| 18-11-2024                                                            | Leskovac                                                              | Serbia                                                                | 0 – 0                                                                 | Danimarca                                                             | UEFA Nations League 2024-2025 - 1º turno                              | -                                                                     | 80’ 82’                                                               |
| 23-3-2025                                                             | Belgrado                                                              | Serbia                                                                | 2 – 0                                                                 | Austria                                                               | UEFA Nations League 2024-2025 - Play-off                              | -                                                                     | 90+1’                                                                 |
| 7-6-2025                                                              | Tirana                                                                | Albania                                                               | 0 – 0                                                                 | Serbia                                                                | Qual. Mondiali 2026                                                   | -                                                                     | 87’                                                                   |
| 10-6-2025                                                             | Leskovac                                                              | Serbia                                                                | 3 – 0                                                                 | Andorra                                                               | Qual. Mondiali 2026                                                   | -                                                                     |                                                                       |
| Totale                                                                |                                                                       | Presenze                                                              | 56                                                                    |                                                                       | Reti                                                                  | 1                                                                     |                                                                       |

## Palmarès

### Club
- Campionato serbo: 1

Partizan: 2014-2015
- Coppa del Portogallo: 1

Benfica: 2016-2017
- Supercoppa di Portogallo: 2

Benfica: 2016, 2019
- Campionato portoghese: 2

Benfica: 2016-2017, 2018-2019
- Coppa di Grecia: 1

PAOK: 2020-2021
- Campionato greco: 1

PAOK: 2023-2024

### Nazionale
- Campionato mondiale Under-20: 1

Nuova Zelanda 2015